# Prosopis calingastana
Prosopis calingastana är en ärtväxtart som beskrevs av Arturo Erhardo Erardo Burkart. Prosopis calingastana ingår i släktet Prosopis och familjen ärtväxter. Inga underarter finns listade i Catalogue of Life.